# Hadamard-poort

Hadamard state machine

De Hadamard-poort is een kwantummechanische functie die qubits in een toestand van superpositie plaatst.
{\displaystyle H|0\rangle ={\begin{bmatrix}1/{\sqrt {2}}&1/{\sqrt {2}}\\1/{\sqrt {2}}&-1/{\sqrt {2}}\\\end{bmatrix}}{\begin{bmatrix}1\\0\\\end{bmatrix}}={\begin{bmatrix}1/{\sqrt {2}}\\1/{\sqrt {2}}\\\end{bmatrix}}}
{\displaystyle H|1\rangle ={\begin{bmatrix}1/{\sqrt {2}}&1/{\sqrt {2}}\\1/{\sqrt {2}}&-1/{\sqrt {2}}\\\end{bmatrix}}{\begin{bmatrix}0\\1\\\end{bmatrix}}={\begin{bmatrix}1/{\sqrt {2}}\\-1/{\sqrt {2}}\\\end{bmatrix}}}

## Reversiebele eigenschap
Aangezien de operatie reversiebel is, kunnen we de uitkomst van bovenstaande voorbeelden hergebruiken als input, en komen we opnieuw bij de originele beginwaarden uit:
{\displaystyle H({\begin{bmatrix}1/{\sqrt {2}}\\1/{\sqrt {2}}\\\end{bmatrix}})={\begin{bmatrix}1/{\sqrt {2}}&1/{\sqrt {2}}\\1/{\sqrt {2}}&-1/{\sqrt {2}}\\\end{bmatrix}}{\begin{bmatrix}1/{\sqrt {2}}\\1/{\sqrt {2}}\\\end{bmatrix}}={\begin{bmatrix}1\\0\\\end{bmatrix}}=|0\rangle }
{\displaystyle H({\begin{bmatrix}1/{\sqrt {2}}\\-1/{\sqrt {2}}\\\end{bmatrix}})={\begin{bmatrix}1/{\sqrt {2}}&1/{\sqrt {2}}\\1/{\sqrt {2}}&-1/{\sqrt {2}}\\\end{bmatrix}}{\begin{bmatrix}1/{\sqrt {2}}\\-1/{\sqrt {2}}\\\end{bmatrix}}={\begin{bmatrix}0\\1\\\end{bmatrix}}=|1\rangle }